# 1940-е

## Догађаји и трендови
- Завршетак Другог светског рата.
- Јалтска конференција
- Бацање атомске бомбе на Хирошиму и Нагасаки.
- Потсдамска конференција
- Повеља о оснивању Oрганизације Уједињених нација.
- Почетак хладноратовског периода између Западног и Источног блока.
- Укидање монархије и проглашење ФНРЈ.
- Индија и Пакистан стекли независност од Велике Британије.
- Проглашена НР Кина.
- Основан Партизан.
- Основана Црвена звезда.